# Edmond Delathouwer
Ne doit pas être confondu avec Léon De Lathouwer.
Edmond Delathouwer, né le 26 mai 1916 à Boom et mort le 16 août 1994 à Merksem, est un coureur cycliste belge. Il fut professionnel de 1938 à 1940.

## Palmarès
- 1937
  - 3e de la Coupe Sels
- 1938
  - 2e du Gand-Wevelgem
- 1939
  - Flèche wallonne

## Résultat sur le Tour de France
- 1939 : abandon